# João Aires de Valadares
João Aires de Valadares (1150 -?) foi um nobre do Reino de Portugal e pelo casamento senhor do Solar de Penegate e da respectiva Quinta

## Relações familiares
Foi filho de Aires Nunes de Valadares (1110 -?) e de Ximena Nunes (1120 -?). Casou com Gontinha Gomes de Penagate (c. 1150 -?) filha de Gomes Viegas de Penagate, de quem teve:
1. Rodrigo Anes de Penela (1175 -?) casou com Dórdia Reimundo de Portocarreiro, filha de D. Raimundo Garcia de Portocarreiro (1100 -?) e de Gontinha Nunes de Azevedo.